# Botrychium lanceolatum
Botrychium lanceolatum là một loài dương xỉ trong họ Ophioglossaceae. Loài này được S.G. Gmel. Ångström mô tả khoa học đầu tiên năm 1854.

## Hình ảnh

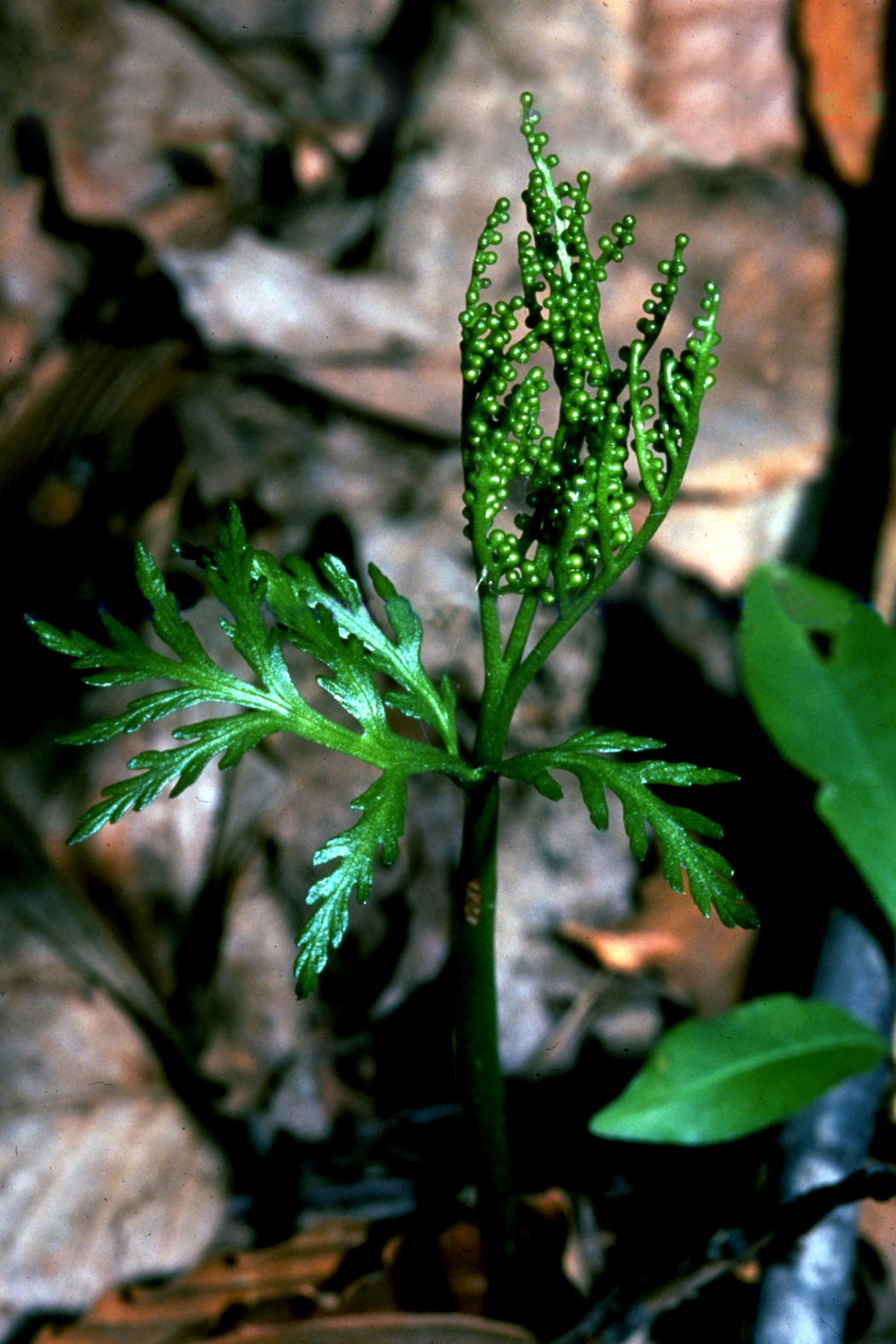
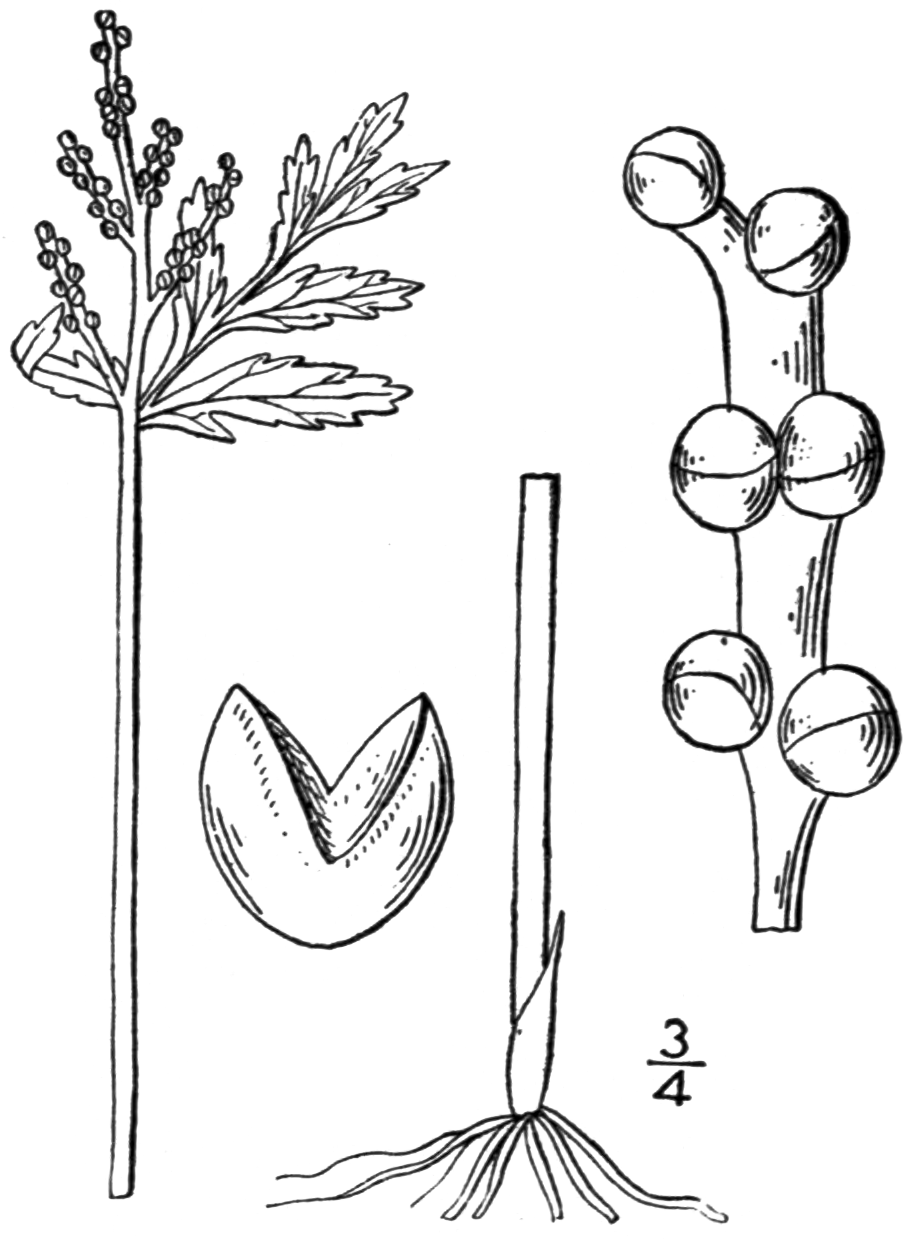
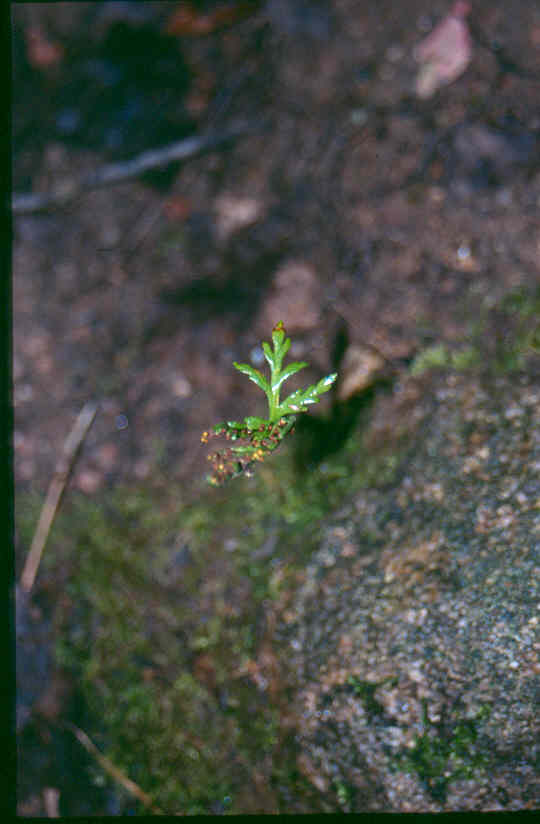
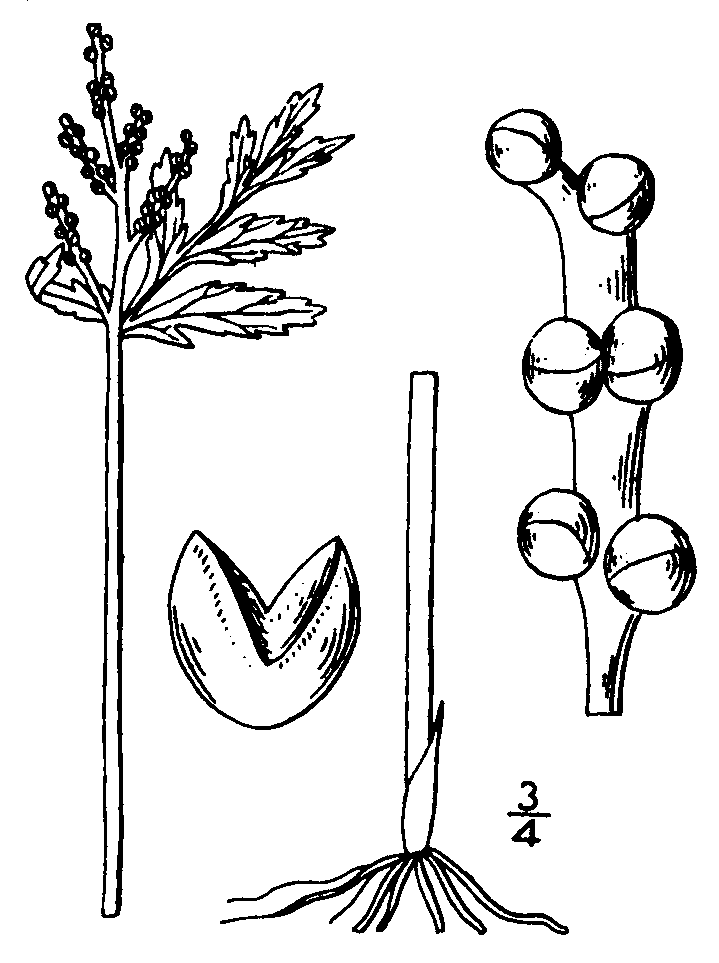